# Петропавловский, Леонард Павлович
Леона́рд Па́влович Петропа́вловский (1 сентября 1924, Козьмодемьянск, Марийская автономная область, РСФСР, СССР — 25 января 1994, Йошкар-Ола, Россия) — советский военный деятель. В годы Великой Отечественной войны — командир огневого, топографического взвода 111 стрелкового полка 55 стрелковой дивизии на 1-м Белорусском и 1-м Украинском фронте; адъютант командующего артиллерией 28-й армии П. Петропавловского, гвардии старший лейтенант (1942—1945). Трижды кавалер ордена Отечественной войны и дважды — ордена Красной Звезды. Член ВКП(б) (1947—1952).

## Биография
Родился 1 сентября 1924 года в городе Козьмодемьянске ныне Марий Эл. 
В 1941 году после окончания 9 классов средней школы в Нарве эвакуирован в г. Звенигово Марийской АССР.
В декабре 1941 года призван в РККА. Участник Великой Отечественной войны: с 1942 года — командир огневого, топографического взвода 111 стрелкового полка 55 стрелковой дивизии на 1-м Белорусском и 1-м Украинском фронте, после окончания Высшей офицерской артиллерийской школы в 1944 году — адъютант командующего артиллерией 28-й армии П. Петропавловского, гвардии старший лейтенант. Награждён орденами Отечественной войны I и II степени, Красной Звезды (дважды) и медалями.
В 1947 году вступил в ВКП(б), но в 1952 году за недостойное поведение исключён из партии. В ноябре 1953 года по приговору офицерского суда чести уволен в запас в звании капитана.
В 1956 году переехал в Йошкар-Олу: учитель средней школы № 7, с 1959 года — мастер завода «Электроавтоматика», в 1961—1963 годах — начальник цеха учебно-производственного предприятия Всероссийского общества слепых. В 1985 году награждён орденом Отечественной войны II степени.
Скончался 25 января 1994 года в Йошкар-Оле.

## Боевые награды
- Орден Отечественной войны I степени (03.02.1945)[2][3]
- Орден Отечественной войны II степени (19.08.1944, 06.04.1985)[2][4]
- Орден Красной Звезды (04.03.1944, 04.06.1945)[2][3]
- Медаль «За победу над Германией в Великой Отечественной войне 1941—1945 гг.» (09.05.1945)[2][3]
- Медаль «За взятие Кёнигсберга» (09.06.1945)[2][3]
- Медаль «За взятие Берлина» (09.06.1945)[2][3]
- Медаль «За доблестный труд. В ознаменование 100-летия со дня рождения Владимира Ильича Ленина» (1970)